# Sinkovics Ede
Sinkovics Ede (Topolya, 1971. június 9. –) képzőművész.

## Életrajza
Az egykori Jugoszláviában született. 20 éves koráig szülőfalujában, a közép-bácskai Mileševón élt. A topolyai állatorvosi technikum elvégzése után, a délszláv háborúk miatt 1991 nyarán menekült át Magyarországra, azóta Budapesten él.

### Tanulmányai
1994-ben felvették a Magyar Képzőművészeti Főiskola festő szakára, Veress Sándor László osztályába, ahol 1999-ben szerzett diplomát. Majd 2019-ben a Magyar Képzőművészeti Egyetemen szerzett doktori fokozatot (DLA-Doctor of Liberal Arts). 

### Művészeti tevékenység
1989 óta rendszeresen részt vett a túlabarai alkotótábor (TAKT) munkájában, 1996-tól a festőkurzus művészeti vezetőjeként irányította a művésztelep munkáját (gyakorlati oktatás, előadások szervezése). 2001 nyarától barátaival összművészeti műhelyt szervezett a vajdasági Törökbecsén, illetve Óbecsén StandART Multiplex néven. A Vajdaságban zajló fesztiválokon (Zenta, Kishegyes) képzőművészeti műhelyeket vezetett/vezet. Emellett részvevőként jelen volt a soproni, kecskeméti töreki, nagybecskereki, tatabányai, ulcinji, toledói, elvasi és tihanyi művésztelepeken is. 
1995-től 1999-ig az újvidéki Symposion (irodalmi-művészeti-kulturális) folyóirat grafikai szerkesztője volt. 
2006-ban három hetet töltött a Taichungi szobrászegyesület és a Tainani Cheng Kong Egyetem jóvoltából Taiwanon, ahol szobrászokkal dolgozott, valamint előadásokat tartott. 2008-ban és 2009-ben részt vett a montenegrói „Art Dulcinium”, a portugál és a toledói „NEXO” nemzetközi művésztelepek/symposionok munkájában is. 2009-ben megszervezte az I. Töreki Nemzetközi Symposiont Magyarországon. 2008-ban három hónapot töltött Kínában, ahol a helyi kortárs és hagyományos művészetet, valamint a gyakorlatban a kőfaragás lehetőségeit tanulmányozta. 
2014-2015-ben a Terracycle cégben (Trenton, NJ, USA) megalapította a művészeti rezidencia intézményét, ahol az alkotók a hulládék kreatív újrahasznosításával foglalkoznak. 
2013-2015-ig a Centre Chorégraphique National d'Orléans szobrásza volt. 
Számos egyedi akciójával is felhívta magára a figyelmet, így szappanszobrászatával is (Orbán Viktorról), de köztéri szobrot is készített.  Több könyvet illusztrált,  illetve folyóiratszámokat is (Symposion, Beszélő, Híd).

## Díjak, elismerések
- 1989 KMV-díj
- 1995 Bárány András-díj
- 1995 Bíró Miklós-díj
- 1996 Grúber Béla-díj
- 1999 NKA támogatása
- 2002 NKA támogatása
- 2004 NKA támogatása
- 2005 Barcsay-díj
- 2006 Hollósy Simon ösztöndíj
- 2006 Erasmus ösztöndíj

## Kiállítások

### Önálló tárlatok
- 1994. Biatorbágy
- 1994. Szeged
- 1996. Vox Caffé, Budapest
- 1996. Nemzeti Színház, Miskolc
- 1998. Képzőművészeti Találkozó, Szabadka
- 1999. Fonó Budai Zeneház, Budapest
- 1999. Synergon Rt. székháza
- 2000. Bárka Színház
- 2000. Trafó kortárs művészetek háza (koncert (díszlet)képek) Rambo Amadeus-szal és Lois Viktorral
- 2000. Fonó Budai zeneház (Budapest)
- 2001. KAS Galéria (Budapest)
- 2001. Márton Áron Szakkollégium (Budapest)
- 2001. SKC Egyetemi Kulturális Központ (Belgrád)
- 2001. Kortárs Galéria (Verbász)
- 2001. Művelődési Központ „Kör” Galériája (Óbecse)
- 2001. Nemzeti Múzeum (Kikinda)
- 2002. Kortárs Galéria (Becskerek)
- 2003. Képzőművészeti találkozó (Szabadka)
- 2003. Trafik galéria (Budapest)
- 2003. Millenáris központ (Budapest)
- 2003 Fonó budai zeneház
- 2004 KAS galéria
- 2004 Gyár galéria (The Best of Hungarian paintings top 10)
- 2004 KAS galéria (The Best of Hungarian paintings top 10)
- 2004 Saint stúdió (The Best of Hungarian paintings top 10)
- 2005 Műtermem a Múzeumok éjszakája hivatalos programjában
- 2005 Műtermem a Magyar Festészet Napja hivatalos programjában
- 2006 Szentendrei Képtár (a Barcsay díjátadás alkalmából)
- 2006 Artszem galéria (Budapest)
- 2006. Olof Palme Ház (Musée Schinkovich értelemszerűen ®EDEti, Budapest)
- 2006. Műtermem a Magyar Festészet Napja hivatalos programjában
- 2006. Becsei városi színház: ”A gyermekkor utolsó önarcképei” (Becse, Szerbia)
- 2006. Kosztolányi Dezső színház: ”A gyermekkor utolsó önarcképei” (Szabadka, Szerbia)
- 2007. Francia Intézet Budapest
- 2007. K. A. S. Galéria Budapest
- 2007. Műtermem a Magyar Festészet Napja hivatalos programjában
- 2008. Műtermem a Magyar Festészet Napja hivatalos programjában
- 2009. Magyar Műhely Galéria: ”Made in China vol. 1”
- 2009. Symbol Galéria: Tetszik
- 2009. Symbol Galéria Budapest, Zenedobozok
- 2010. Múzeumok éjszakája, Symbol Galéria Budapest, Zenedobozok
- 2010. ”Amikor az igazságról kiderül, hogy hazugság (Hommage á R. B. Kitaj)”, Zsidó Nyári Fesztivál, Mednyánszky terem, Képcsarnok (Budapest)
- 2011. Rajzok kiállítása a „Biciklizéseink Török Zolival” című kötetből (Városi Múzeum Szabadka (Szerbia)
- 2012. „KABINET ART”, Ecseri Használtcikk Piac, Budapest https: //www. youtube. com/watch?v=Ct6JSTIFjjE2013. 02. 15. „Saubermachen mit Orbán”, Kellergalerie art. ig. (Bécs, Ausztria)
- 2013. Diamond on seed gallery (Philadelphia, Pensylvania, USA)
- 2013. „The Rest Of” Visual Center: Artworks (Trenton, NJ, USA)
- 2014. „East Remixed”, Little Fox Gallery (New York, USA)

### Design kiállítások
EdEsign: 
- Sinsheim car & sound (2005)
- Párizs: auto equip (2005)
- Sinsheim car & sound (2006)
- Frankfurt automechanica (2006)
- Sinsheim car & sound (2007)